# Sanderson (Texas)
Sanderson is een plaats (census-designated place) in de Amerikaanse staat Texas, en valt bestuurlijk gezien onder Terrell County.

## Demografie
Bij de volkstelling in 2000 werd het aantal inwoners vastgesteld op 861.

## Geografie
Volgens het United States Census Bureau beslaat de plaats een oppervlakte van
10,8 km², geheel bestaande uit land. Sanderson ligt op ongeveer 850 m boven zeeniveau.

## Plaatsen in de nabije omgeving
De onderstaande figuur toont nabijgelegen plaatsen in een straal van 100 km rond Sanderson.